# Samuel Henriques
Samuel Ruben Henriques (27. december 1821 i København – 2. juni 1893 sammesteds) var en dansk maler, bror til Nathan og Sally Henriques.
Hans forældre var vekselerer Ruben Henriques jun. (1771-1846) og Jeruchim (Jorika) født Melchior (1785-1857). 
Han besøgte Kunstakademiet sammen med den ældste broder Sally og blev 1842 elev af Modelskolen. På Charlottenborg Forårsudstilling udstillede han kun et portræt og nogle få figurbilleder (1841-47). Af disse vakte hans sidste billede En bissekræmmer, der gør kortkunster for nogle bønder i en kro, der tilhørte godsejer Neergaard til Førslevgaard, især opmærksomhed og blev litograferet af Edvard Westerberg hos Em. Bærentzen & Co. I 1847 overtog han en antikvitetshandel efter en afdød broder, Benny Henriques, men overlod den to år senere til sin broder, Sally Henriques, da han selv den 1. december 1849 indtrådte i sin svoger, fabrikant Liepmann Fraenckels tapetfabrik, som han blev leder af og videreførte indtil 1880'erne. Han døde den 2. juni 1893.
Han døde ugift og er begravet på Mosaisk Nordre Begravelsesplads.
Henriques' værker er siden blevet udstillet på Danske jødiske Kunstnere, København 1908 og Indenfor murene, Kunstforeningen, København 1984-85. 

## Værker
- To gamle folk (udstillet 1841)
- En lille pige med frugt (udstillet 1842)
- En bissekræmmer, der gør kortkunster i en krostue (udstillet 1847, købt af godsejer Neergaard, senere udsendt som litografi hos Em. Bærentzen & Co.)

Han udførte forlæg til litografi eller litograferede selv portrætter som fx portræt af biskop H.L. Martensen og af etatsråd og stiftsfysikus Hans Palle Hoff Hansen